# 川浜なつみ
川浜 なつみ （かわはま なつみ、1976年7月7日 - ）は、日本のAV女優。

## 略歴
1995年、KUKI「発射オーライ」でAVデビューした。ケースのパッケージに「現役バスガイド」との表記があり、バスガイドからの転職を示唆している。
1996年6月1日、浅草ロック座でストリッパーデビュー。

## 人物
異なるプロフィールがいくつかある。
- XCITYプロフィールでは、B:86(D-70)・W:60・H:89としている[3]。
- FANZAプロフィールでは、B:88(Eカップ) ・W:60・H:89としている[4]。

趣味:料理、音楽鑑賞。

## 作品

### アダルトビデオ（撮りおろし）
1995年
- 発射オーライ（9月14日、KUKI）
- いけないバスツアー（10月18日、KUKI）
- ガイドブックはいらない（11月25日、KUKI）

1996年
- 注射は太いのにして（2月29日、アイビック）
- 出前ウェイトレス フルーツ召し上がれ（4月30日、アイビック）
- NEO 出血大制服［22］（6月14日、アトラス）
- なつみのスカッシュハート（7月24日、アイビック）
- 人間 廃業（9月25日、アリスJAPAN）
- 逆ソープ天国（12月27日、アリスJAPAN）

1997年
- 女尻（2月21日、アリスJAPAN）
- 聖痴女（9月25日、アリスJAPAN）

1998年
- バックオーライ（5月25日、KUKI）
- バスストップ（6月22日、KUKI）
- マンゴスチン（7月27日、KUKI）
- 誘惑家庭教師（8月27日、KUKI）

2000年
- BONDAGE DOLL 4 川浜なつみ（11月30日、シネマジック）
- 喪服奴隷XX（12月28日、シネマジック）

2001年
- TOKYO裏道デート 川浜なつみ（1月12日、ロイヤルアート）
- 童貞狩り（4月20日、ハムレット）
- 川浜なつみの手コキ.淫語.痴女（5月20日、ハムレット）
- 憧れのバスガイド凌辱輪姦ツアー（7月7日、ハムレット）
- 超-股間のアングル（11月6日、ワンズファクトリー）
- 僕だけの女教師ペット（11月8日、SODクリエイト）
- 川浜なつみのオナニーのお手伝いしてあげる（12月20日、SODクリエイト）
- 川浜なつみという女（12月28日、レイジングカンパニー RVOS-026）VHS
  - 川浜なつみという女（2002年2月22日、レイジングカンパニー OSD-064）DVD

2002年
- 女秘書の肉骨粉（1月10日、アタッカーズ）
- 巨乳女教師童貞狩り（1月11日、ワープエンタテインメント）
- 川浜なつみの超高級ソープ嬢（3月9日、SODクリエイト）
- 徹底攻略（3月29日、ワンズファクトリー）
- うしろから、ギュッと E（5月6日、ドグマ）
- お尻と性器 2（7月1日、ワンズファクトリー）
- タブー姦（7月26日、ロイヤルアート）
- 裁かれた女教師 〜全裸裁判〜（9月6日、アイエナジー）
- 頭のいいお姉さんに犯されたい!PART2（9月20日、SODクリエイト）
- 艶凌未亡人 野外凌辱の宴 [川浜なつみ]（11月4日、アイエナジー）
- AV女優川浜なつみの「あなたとこんな同棲してみたいな」（11月20日、SODクリエイト）

2003年
- 川浜なつみ&綾瀬ルリ＆森高千春の超高級ソープ嬢 スペシャル版[二輪車、三輪車編]（1月10日、SODクリエイト）共演:綾瀬ルリ、森高千春
- 超-美乳のアングル（3月1日、ワンズファクトリー）
- 美人女医凌辱診断（3月20日、アイエナジー）
- 超最高級女教師 全裸罰掃除（4月5日、アイエナジー）
- 超最高級秘書 川浜なつみ（5月17日、アイエナジー）
- 遊郭秘姦伝 花魁道中 前編（6月5日、アイエナジー）共演:相沢夢、秋元優奈、七瀬なつみ、桜田由加里
- 遊郭秘姦伝 花魁道中 後編（7月5日、アイエナジー）共演:相沢夢、秋元優奈、七瀬なつみ、桜田由加里
- 若女将 繁盛記（8月16日、アイエナジー）
- 喪服未亡人 最初で最後の緊縛 [川浜なつみ]（9月19日、アイエナジー）
- 超最高級マダム 川浜なつみ（10月18日、アイエナジー）

2004年
- 猥褻作家（2月27日、ドリームチケット）
- デジタルモザイク 35（4月15日、MOODYZ）
- 雨音は凌辱の調べ（6月8日、アタッカーズ）
- 川浜なつみ大特集（7月18日、FANTA DREAM）

### アダルトビデオ（編集もの、BESTもの、DVD ほか）
- バニー （2000年6月16日、メディアバンク）他出演:三浦あいか、水谷リカ、若菜瀬奈、君矢摩子、小沢まどか、矢吹まりな、日吉亜衣 全14名
- TOKYO裏道デートDVD-MIX 川浜なつみ、相原涼、藤森かおり（2001年2月23日、ロイヤルアート）
- 川浜なつみ SLAVE IN THE DARK（2001年4月27日、シネマジック）※「BONDAGE DOLL 4」「喪服奴隷XX」を収録
- BONDAGE DOLL スペシャル（2001年6月22日、シネマジック）全4名
- うしろから、ギュッと ベスト（2002年8月10日、ドグマ）全5名
- 川浜なつみ REMIX 4時間（2003年3月14日、日本メディアサプライ）
- なつみのAV面接体験マニュアル4時間（2003年4月11日、メディアアーツ）
- 人妻7人斬り（2003年4月19日、アイエナジー）他出演:小森詩、萩原さやか、矢田涼子、若杉由菜、愛葉ゆうき 全7名
- 美人セックス愛奴4時間 DX 1（2003年6月27日、笠倉出版社）全5名
- 8人の眠り姫たち 前編（2003年8月3日、アイエナジー）共演:矢田あき、樹若菜、相沢夢、まりやまい、双葉このみ、今岡杏、矢田涼子 全8名
  - 8人の眠り姫たち 後編（2003年9月5日、アイエナジー）共演:矢田あき、相沢夢、樹若菜、まりやまい、双葉このみ、今岡杏、矢田涼子 全8名
- 川浜なつみ大全集 4時間（2003年11月20日、アイエナジー）
- ノーカット4時間!!（2003年12月26日、アリスJAPAN）※「人間廃業」「女尻」「逆ソープ天国」「聖痴女」を収録
- ぼくの先生、10人。4時間+30分（2004年6月18日、日本メディアサプライ）全10名
- PLAYBACK 川浜なつみ（2004年6月29日、KUKI）※「発射オーライ」「いけないバスツアー」「ガイドブックはいらない」を収録
- 死夜悪アンソロジー 6（2006年5月27日、アタッカーズ）※21タイトルを4時間に凝縮
- 中出し4時間 秘書編（2008年3月6日、アイエナジー）全8名
- 中出し4時間 女医編（2008年4月4日、アイエナジー）全6名
- THE AV WORLD SPECIAL 夢の24時間SPECIAL BOX（2009年3月19日、ROOKIE）全56名
- Legend Special 32 川浜なつみ（2010年2月19日、エー・エス・ジェイ）※「TOKYO裏道デート」「なつみのスカッシュハート」「注射は太いのにして」「出前ウェイトレス フルーツ召し上がれ」を収録
- 女尻 スター女優の美尻たっぷりリモザイク特別盤（2010年3月12日、アリスJAPAN）全22名
- 人間廃業 リモザイク特別盤 怒涛の連続ファック4時間（2010年12月10日、アリスJAPAN）全10名
- 川浜なつみ 4時間 SOD Premium Collection（2011年12月8日、SODクリエイト）

### ゲーム
- THE・野球拳 パート25（NEWジャトレ） 共演：北原梨奈、川上美沙、桜沢かおる ※アーケードゲーム
- 心理分析DPG AV的メディカルチェック（2005年1月19日、日本メディアサプライ / メディアアーツ）DVD Players Game 全14名